# Federico Della Valle
Federico Della Valle (n. 1560, Provincia Asti, Piemont, Italia – d. 1628, Milano, Imperiul Spaniol) a fost un dramaturg italian, considerat unul dintre creatorii tragediei clasice italiene.

## Opera
- Federico Della Valle (1628). La Reina di Scotia, tragedia. Mailand: Per gli heredi di Melchior Malatesta, stampatori regij, e ducali.
- Federico Della Valle (1650). Esther, tragedia. Mailand: Per gli heredi di Melchior Malatesta, stampatori regij, e ducali.
- Federico Della Valle (1939). Opere. Tragedie. Scrittori d'Italia Laterza. Bari: G. Laterza e F.